# Alberto da Camino
Alberto da Camino (... – 1242) è stato un vescovo cattolico italiano.

## Biografia
Alberto era figlio di Guido II da Camino, a sua volta figlio di Guecellone II da Camino, e apparteneva quindi ad una delle più potenti famiglie venete dell'epoca.

### Il predecessore Gerardo
Fu eletto vescovo di Ceneda subito dopo uno zio, di nome Gerardo, al quale sarebbe stata assegnata la cattedra cenedese nel 1217: la sua nomina sarebbe stata presentata a papa Onorio III, ma il prescelto sarebbe morto lo stesso anno prima di ricevere la conferma dal pontefice.

### I rapporti con i parenti

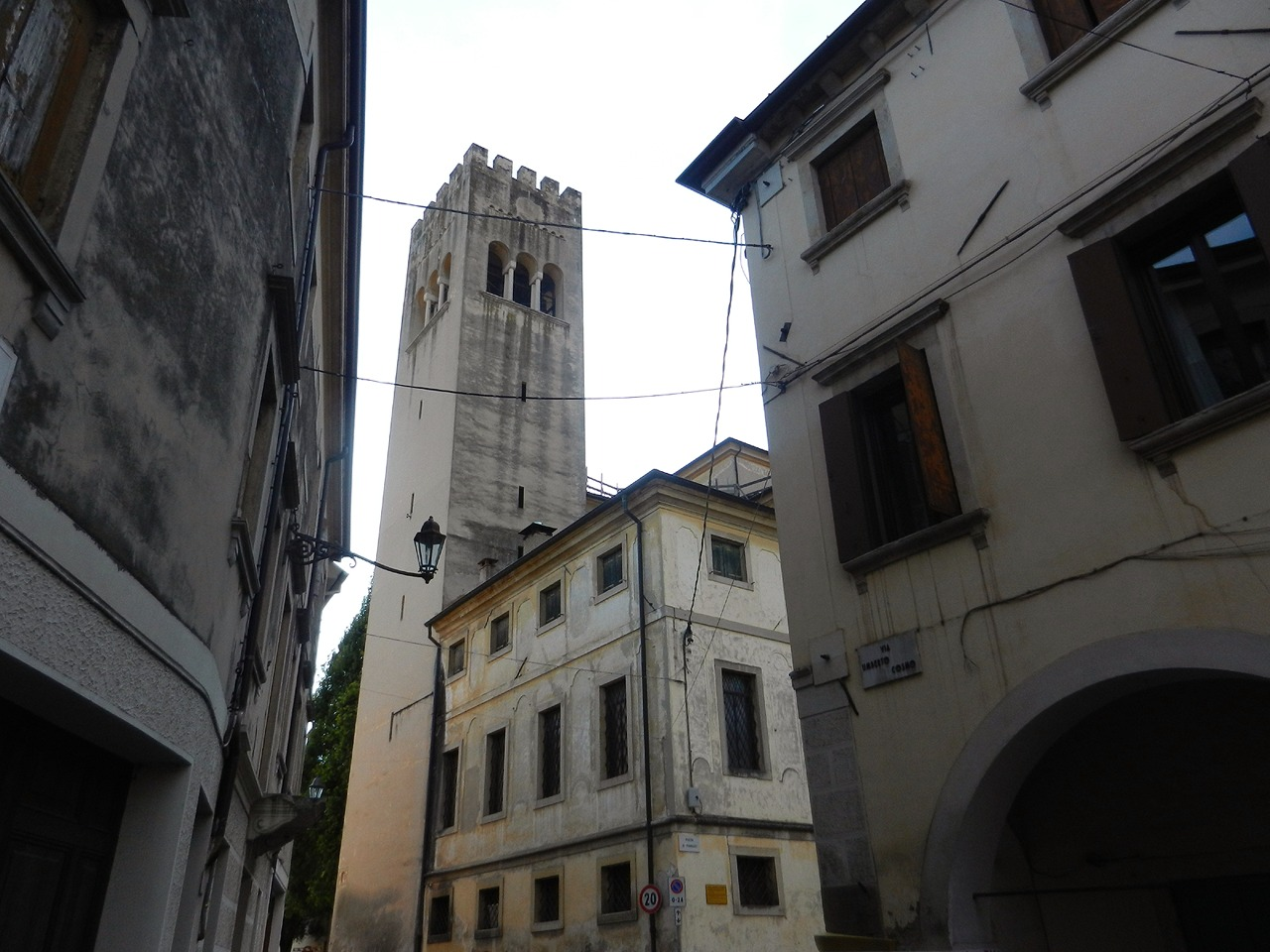
Il campanile della cattedrale di Ceneda.

La prima volta in cui viene menzionato Alberto risale al 31 agosto 1220: si tratta di una curia generale dei vassalli della sua diocesi a cui parteciparono centoquarantaquattro persone. All'incontro non si presentarono i vassalli più importanti, ovvero i Caminesi, suoi parenti, e questa assenza fu interpretata dai cronisti moderni come una frattura tra l'autorità vescovile e la famiglia, la quale de jure era sottomessa al vescovo per quanto riguarda i beni da essa posseduti in territorio diocesano, ma che de facto si sentiva del tutto indipendente da quest'ultimo.
Alberto quindi in questa occasione, e in altre successive, si sarebbe distinto per aver anteposto gli interessi della diocesi a quelli della sua famiglia.
Nel 1228, in un momento di distensione tra la famiglia e l'episcopato, su iniziativa del cugino Gabriele III da Camino Alberto provvide a chiamare a Serravalle i benedettini per assegnargli la cura del nuovo Monastero di Santa Giustina.

### Gli scontri tra Guelfi e Ghibellini

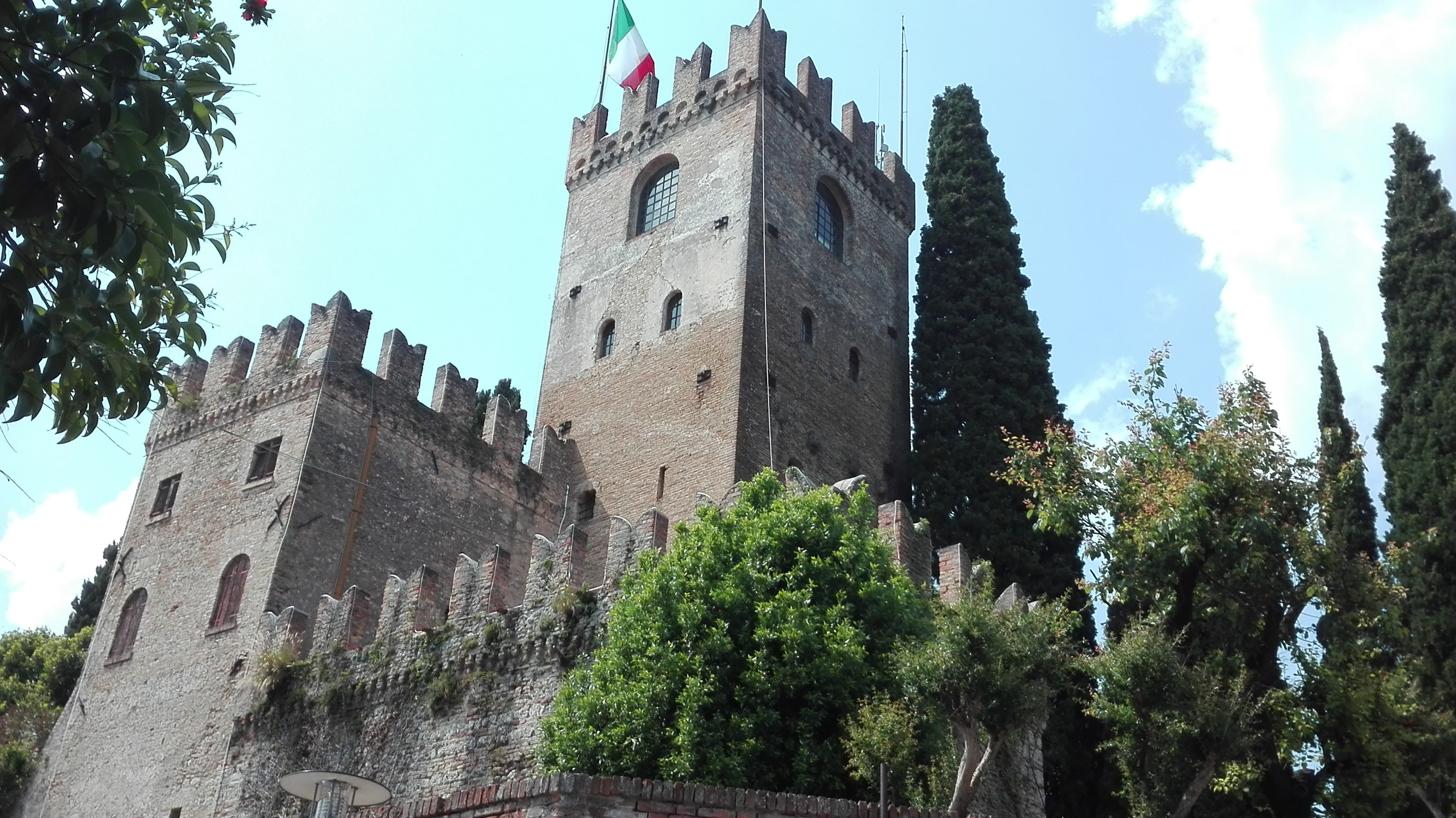
Il castello di Conegliano.

In quegli anni la marca Trevigiana era sconquassata da una guerra tra le forze ghibelline, capitanate dai da Romano, e quelle guelfe a cui aderivano i Caminesi, conflitto che coinvolse anche il Comune di Treviso, l'episcopato cenedese e il Patriarcato di Aquileia.
Nel corso di questo conflitto, il 31 marzo 1233, Alberto promise ai procuratori della città di Conegliano di fare tutto il possibile per avere da papa Gregorio IX l'autorizzazione di trasferire la sede episcopale cenedese nella loro città la quale all'epoca, così come al giorno d'oggi, era il centro più popoloso della diocesi; tuttavia il trasferimento non ebbe luogo.
Il papa, lo stesso anno, incaricò un famoso predicatore dell'epoca, Giovanni da Schio, di pacificare gli animi predicando nelle città venete e romagnole incendiate dai conflitti, ma le sue prediche a Vicenza e Treviso non ebbero l'effetto sperato.
Nel 1238, a seguito dell'ennesima invasione del Cenedese ad opera di Ezzelino III da Romano e dei suoi alleati, il vescovo Alberto avrebbe chiesto protezione direttamente all'imperatore Federico II di Svevia: avendola ottenuta si sarebbe nuovamente inimicato i cugini Caminesi che come rappresaglia avrebbero assalito il castello vescovile di Portobuffolé, uccidendone il vicario.
Alberto, di tutta risposta, avrebbe dichiarato i Caminesi decaduti di tutti i loro feudi nel Cenedese, ma sarebbe morto poco dopo, prima quindi di mettere in atto questa ritorsione.

## La presunta separazione caminese del 1233

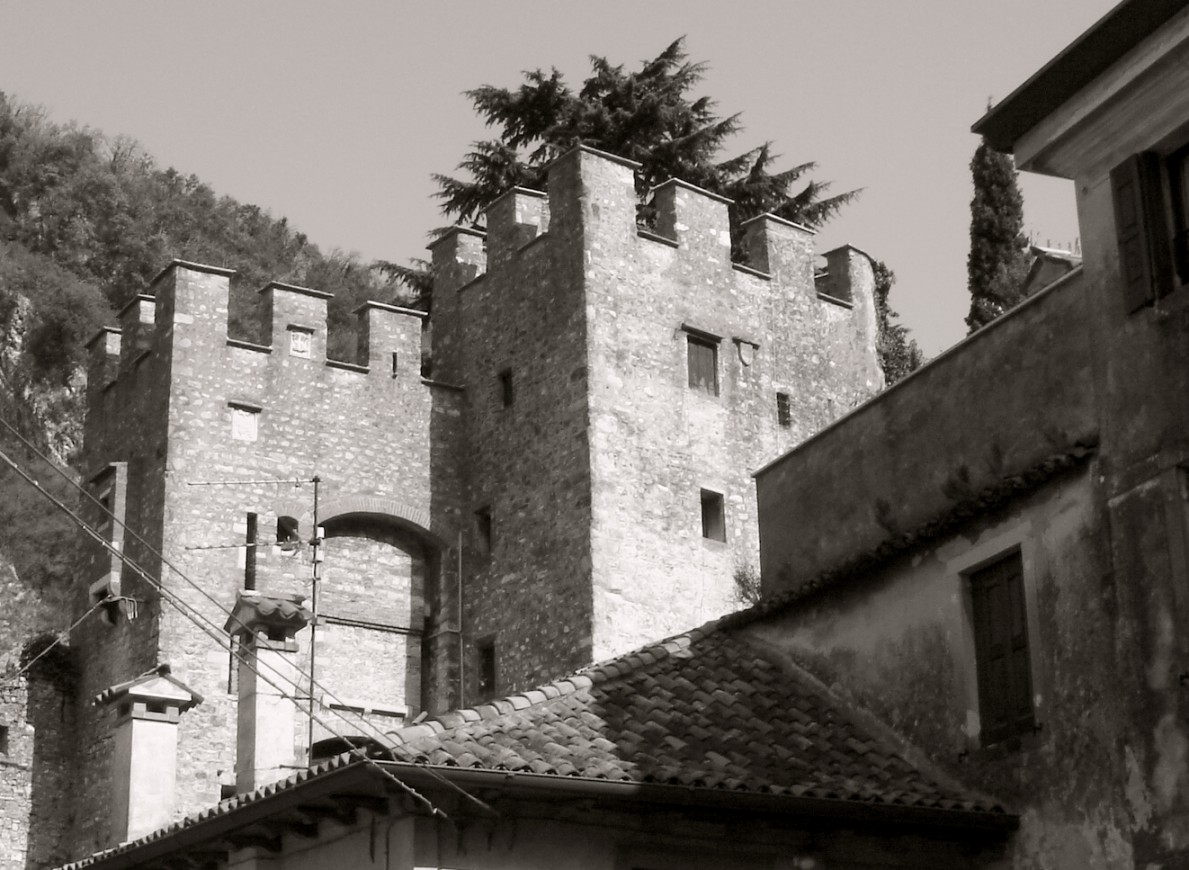
Quello di Serravalle era il più importante castello del "comitato superiore" di Ceneda.

Alberto sarebbe stato inoltre l'artefice di una separazione in due rami della famiglia: lo storico Giambattista Verci nella sua Storia della Marca Trivigiana e Veronese del 1786 sostenne infatti che il 28 novembre 1233 i Caminesi, per dirimere definitivamente alcune dissidi interni emersi negli anni precedenti nella gestione dei beni siti in diocesi di Ceneda, avrebbero deciso di rimetterli nelle mani del vescovo, approfittando del fatto che in quel momento era un loro congiunto, e procedere quindi ad una netta divisione dei suddetti beni.
Alberto quindi il 15 dicembre seguente avrebbe infeudato Guecellone IV e i suoi eredi dei castelli di Zumelle, Soligo, Valmareno, Serravalle, Fregona, Formeniga, Castello Roganzuolo, Cordignano e Cavolano con le rispettive pertinenze, che avrebbero quindi formato il "comitato superiore" di Ceneda.
Agli eredi di suo fratello Biaquino II sarebbe invece spettato il "comitato inferiore" di Ceneda, formato dai castelli di Castelnuovo, Camino, Oderzo, Motta, Credazzo, Cessalto e altri centri minori dell'opitergino con tutte le loro pertinenze.

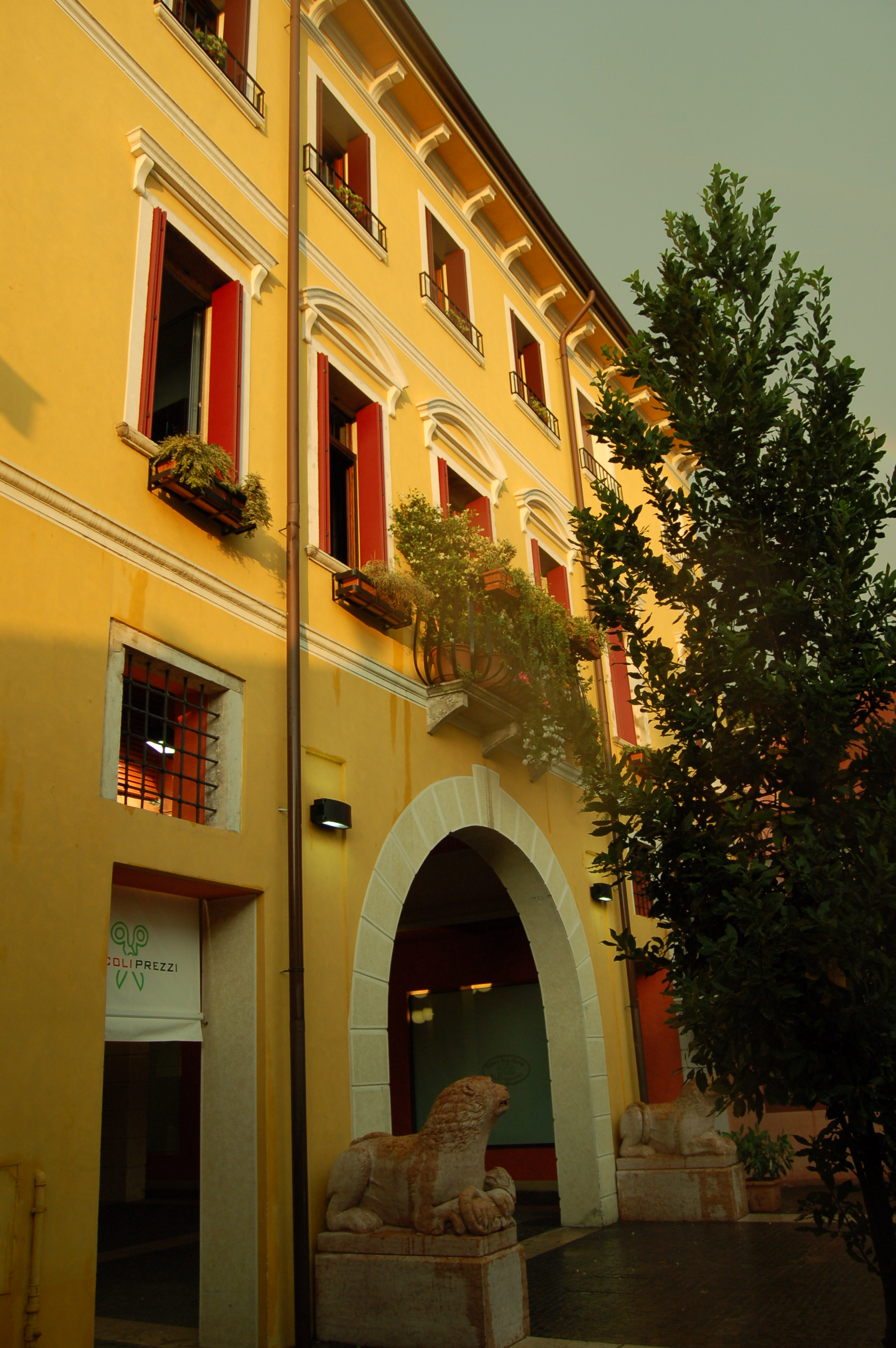
Il cosiddetto "Toresin" di Motta di Livenza, città del "comitato inferiore" di Ceneda.

Vista la posizione geografica dei beni, i due rami della famiglia da allora in poi si sarebbero definiti "superiore" o "di sopra" il primo, "inferiore" o "di sotto" il secondo. A sostegno di questa tesi, il Verci pubblicò in calce al volume anche la trascrizione degli atti che sancirono questa suddivisione, i quali inoltre stabilirono che in caso di estinzione di uno dei due rami, l'altro non avrebbe automaticamente ereditato i beni del comitato rimasto vacante.
La vicenda, accettata anche da Giovanni Battista Picotti, autore della prima monografia sulla famiglia nel 1905, fu messa fortemente in dubbio vent'anni dopo da Girolamo Biscaro: egli sostenne che i documenti pubblicati dal Verci sarebbero stati in realtà prodotti dalla cancelleria vescovile di Ceneda circa un secolo dopo quando, dopo la morte di Rizzardo VI da Camino senza eredi maschi, e la conseguente estinzione del ramo superiore della famiglia (1335), si aprì un lungo contenzioso giudiziario tra il ramo sopravvissuto della famiglia e Francesco Ramponi, controverso vescovo di Ceneda.
Il processo terminò con la vittoria del presule bolognese anche grazie ai suddetti documenti, nonostante già all'epoca furono contestati e giudicati parzialmente falsi dalla controparte; il vescovo Ramponi consegnò quindi i feudi del comitato superiore di Ceneda ai Procuratori di San Marco, con la conseguente annessione del territorio alla Repubblica di Venezia che in questo modo portava a termine la sua prima significativa annessione territoriale nell'entroterra veneto.
Gli storici contemporanei sono concordi col Biscaro; essi inoltre hanno mostrato come i falsi documenti del 1233 non sono coerenti con altri documenti dello stesso periodo che mostrano invece come i castelli di famiglia fossero fondamentalmente gestiti in comproprietà tra i membri della famiglia; inoltre nelle fonti di prima mano espressioni come superioris Comitatus e inferioris Comitatus appaiono solamente per un breve periodo a metà del XIV secolo.